# Chapelle du collège Buvignier
La chapelle du collège Buvignier ou chapelle Saint-Nicolas est une chapelle désacralisée située dans la ville de Verdun, dans la Meuse en région Grand Est.

## Histoire
Accolé dès sa construction au collège jésuite fondé en 1570 par l’évêque Nicolas Psaume, l'édifice a été construit entre 1731 et 1735 sous l’impulsion de Charles-François d’Hallencourt. L'église était l'emplacement des offices des frères jésuites, et recueillit le tombeau du cœur de Nicolas Psaume jusqu'en 1990 où il fut déplacé à la cathédrale de Verdun lors du millénaire de celle-ci. 
Son nom vient de l'église primitive qui dépendait de l’hôpital Saint-Nicolas de Gravière. 
La chapelle est classée au titre des monuments historiques par arrêté du 2 juillet 1921.

## Description
L'architecte jésuite est René Maugrain, l’architecture est influencée par la tradition lorraine des églises-halles où nef et collatéraux ont la même hauteur ainsi que l’architecture religieuse du XVIIe siècle.